# Walter Hampden Overton
Walter Hampden Overton (* 1788 bei Louisa Court House, Louisa County, Virginia; † 24. Dezember 1845 bei Alexandria, Louisiana) war ein US-amerikanischer Politiker. Zwischen 1829 und 1831 vertrat er den Bundesstaat Louisiana im US-Repräsentantenhaus.

## Werdegang
Walter Overton war der Sohn von Thomas Overton, einem General im Unabhängigkeitskrieg und Vertrauten des späteren Präsidenten Andrew Jackson. Noch in seiner Kindheit zog er mit seinem Vater nach North Carolina und dann im Jahr 1801 nach Tennessee, wo er die öffentlichen Schulen besuchte. Im Jahr 1808 trat er in die US Army ein. Dort stieg er bis zu seinem Ausscheiden am 31. Oktober 1815 bis zum Brevet-Oberstleutnant auf. Während seiner Militärzeit nahm er am Britisch-Amerikanischen Krieg von 1812 teil. Anfang 1815 war er bei der Schlacht von New Orleans dabei. Nach seiner aktiven Militärzeit wurde er zum Generalmajor der Miliz von Louisiana ernannt. Er ließ sich in der Nähe von Alexandria nieder, wo er die Plantage „Soldiers Rest“ bewirtschaftete; in Tennessee hatte sein Vater eine Plantage gleichen Namens betrieben. In seiner neuen Heimat im Rapides Parish war Overton in den Jahren 1820 und 1821 Mitglied des Ausschusses zum Bau eines Gerichtsgebäudes. 1824 war er Mitglied in einem anderen Ausschuss, der sich mit der Schifffahrt in seiner Heimat befasste.
Politisch schloss er sich Andrew Jackson an, der 1815 bei der Schlacht von New Orleans sein Kommandeur gewesen war. Overton wurde Mitglied der von Jackson 1828 gegründeten Demokratischen Partei. Bei den Kongresswahlen des Jahres 1828 wurde er im dritten Wahlbezirk von Louisiana in das US-Repräsentantenhaus in Washington, D.C. gewählt, wo er am 4. März 1829 die Nachfolge von William Leigh Brent antrat. Da er im Jahr 1830 auf eine erneute Kandidatur verzichtete, konnte er bis zum 3. März 1831 nur eine Legislaturperiode im Kongress absolvieren. Diese war von den Diskussionen um die Politik von Präsident Jackson überschattet. Dabei ging es um die umstrittene Durchsetzung des Indian Removal Act und den Konflikt mit South Carolina, der später in der Nullifikationskrise gipfelte.
Nach dem Ende seiner Zeit im US-Repräsentantenhaus zog sich Walter Overtoin aus der Politik zurück. Er kehrte auf seine Plantage zurück, die er in den folgenden Jahren weiter bewirtschaftete, und starb am 24. Dezember 1845. Er war der Onkel von Gouverneur Thomas Overton Moore.